# Ampharete goesi
Ampharete goesi är en ringmaskart som beskrevs av Anders Johan Malmgren 1866. Ampharete goesi ingår i släktet Ampharete och familjen Ampharetidae. Arten har ej påträffats i Sverige. Utöver nominatformen finns också underarten A. g. brazhnikovi.